# モリー・リングウォルド
モリー・リングウォルド（Molly Ringwald, 1968年2月18日 - ）は、アメリカ合衆国カリフォルニア州出身の女優。ブラット・パックの一員であり、1980年代には青春映画のナンバーワン女優と呼ばれた。

## 来歴
父親が盲目のジャズ・ピアニストのボブ・リングウォルドで、4歳の頃から父親のステージにコーラスで参加し、6歳のときに父親のバンドのアルバムの中の一曲を歌っている。そのうち子役として舞台にも出るようになり、1977年に『アニー』に出演した。
1982年に『青春のランナウェイ』で映画デビュー（公開は1987年）。同年の『テンペスト』でゴールデングローブ賞の新人賞にノミネートされた。1980年代にはジョン・ヒューズ監督の青春映画『すてきな片想い』『ブレックファスト・クラブ』『プリティ・イン・ピンク/恋人たちの街角』に出演して人気を集め、彼女のファンは"リングレッツ"と呼ばれた。1990年以降は以前ほどの人気はないが、近年でもテレビ映画に出演したり、『キャバレー』『スイート・チャリティー』など舞台に立ったりしている。
2013年にはジャズシンガーとして正式にメジャーレーベルよりアルバム『Except Sometimes』をリリースした。

### 私生活
1999年にフランス人作家のValery Lameignèreと結婚し、2002年に離婚。フランスに住んだこともあるのでフランス語が話せる。2007年にギリシャ系アメリカ人の脚本家のパニオ・ジアノポウリスと再婚。2003年10月22日に女児（マチルダ）、2009年7月10日に男女の双子（アデーレ、ローマン）を出産。

### 執筆活動
2012年に短編小説集When It Happens to Youを発表した。

## 主な出演作品

### 映画
| 公開年 | 邦題 原題                                                                 | 役名                            | 備考                                                  |
| ------ | ------------------------------------------------------------------------- | ------------------------------- | ----------------------------------------------------- |
| 1982   | テンペスト Tempest                                                        | ミランダ                        | 日本ではVHSスルー                                     |
| 1983   | モリー・リングウォルドの恋する年頃 Packin' It In                          | メリッサ                        | テレビ映画                                            |
| 1983   | スペースハンター Spacehunter: Adventures in the Forbidden Zone            | ニキ                            |                                                       |
| 1984   | すてきな片想い Sixteen Candles                                            | サマンサ・ベイカー              |                                                       |
| 1985   | ブレックファスト・クラブ The Breakfast Club                               | クレア・スタンディッシュ        |                                                       |
| 1986   | プリティ・イン・ピンク/恋人たちの街角 Pretty in Pink                      | アンディ・ウォルシュ            |                                                       |
| 1987   | 青春のランナウェイ P.K. and the Kid                                       | P.K.バエット                    | 製作は1982年 日本ではVHSスルー                        |
| 1987   | ゴダールのリア王 King Lear                                                | コーデリア                      |                                                       |
| 1987   | ピックアップ・アーチスト The Pick-up Artist                               | ランディ                        |                                                       |
| 1988   | この愛に生きて For Keeps?                                                 | ダーシー                        |                                                       |
| 1988   | 想い出のジュエル Fresh Horses                                             | ジュエル                        |                                                       |
| 1990   | ラブ・アフェアー Women and Men: Stories of Seduction                      | キット                          | テレビ映画                                            |
| 1990   | ハネムーンはモンテカルロで Strike It Rich                                 | ケイリー                        |                                                       |
| 1990   | 本日はお日柄も良く/ベッツィの結婚 Betsy's Wedding                         | ベッツィ・ホッパー              | 日本ではVHSスルー                                     |
| 1992   | 堕ちた女 Something to Live for: The Alison Gertz Story                    | アリソン                        | テレビ映画                                            |
| 1993   | ラスト・ソングを2人で Face the Music                                      | リサ・ハンター                  | 日本ではWOWOWで放映                                   |
| 1995   | 覗く女 Malicious                                                          | メリッサ・ネルソン              | 日本ではVHSスルー                                     |
| 1995   | 熱い女 BAJA                                                               | ビビ                            | 日本ではVHSスルー 別邦題『追跡迷路/美しき逃亡者たち』 |
| 1997   | オフィスキラー Office Killer                                              | キム                            |                                                       |
| 1998   | ディープ・ハプニング Since You've Been Gone                               | クレア                          | テレビ映画                                            |
| 1998   | アナザー・ライフ〜もう一人の幸せな私〜 Twice Upon a Time                  | ベス                            | テレビ映画                                            |
| 1999   | 鬼教師ミセス・ティングル Teaching Mrs. Tingle                             | ミス・バンクス                  |                                                       |
| 1999   | 重要参考人 Saded Places                                                   |                                 | 日本ではDVDスルー                                     |
| 2000   | Cut カット! Cut                                                           | ヴァネッサ・ターンビル / クロエ |                                                       |
| 2002   | テレビ創成期/ネットワークの挑戦 The Big Time                              | マリオン・パワーズ              | テレビ映画                                            |
| 2006   | アメリカン・ガール/モリーの友情 Molly: An American Girl on the Home Front | ヘレン・マッキンタイア          | テレビ映画                                            |
| 2015   | ジェム&ホログラムス Jem and the Holograms                                 | ベイリーおばさん                | 日本ではDVDスルー                                     |
| 2017   | SPF-18                                                                    |                                 | Netflix配信                                           |
| 2018   | キスから始まるものがたり The Kissing Booth                                | ミセス・フリン                  |                                                       |
| 2018   | ブルー・ダイヤモンド Siberia                                              | ギャビー・ヒル                  |                                                       |
| 2020   | キスから始まるものがたり2 The Kissing Booth 2                             | ミセス・フリン                  |                                                       |
| 2021   | キスから始まるものがたり3 The Kissing Booth 3                             | ミセス・フリン                  |                                                       |

### テレビ
| 放映年    | 邦題 原題                                                                                  | 役名                     | 備考                              |
| --------- | ------------------------------------------------------------------------------------------ | ------------------------ | --------------------------------- |
| 1994      | ザ・スタンド The Stand                                                                     | フラニー・ゴールドスミス | ミニシリーズ                      |
| 2006      | ミディアム 霊能者アリソン・デュボア Medium                                                 | キャスリン・ウォルシュ   | 第2シーズン第20話「暗闇の向こう」 |
| 2008-2013 | アメリカン・ティーンエイジャー 〜エイミーの秘密〜 The Secret Life of the American Teenager | アン                     | 96エピソードに出演                |
| 2011      | サイク/名探偵はサイキック? Psych                                                           | Nurse McElroy            | 1エピソードに出演                 |
| 2017-     | リバーデイル Riverdale                                                                     | Mary Andrews             | 25エピソードに出演                |
| 2019      | メリー・アン・シングルトンの物語 Tales of the City                                         | Mrs. Duncan              | 2エピソードに出演                 |
| 2022      | 一流シェフのファミリーレストラン The Bear                                                  | 禁酒会の司会             | ゲスト                            |